# Pentagon
Pentagon (en hangul, 펜타곤; estilizado como PENTAGON) es una boy band surcoreana formada por Cube Entertainment en 2016. El grupo consta de nueve miembros: Jinho, Hui, Hongseok, Shinwon, Yeo One, Yan An, Yuto, Kino y Wooseok. Originalmente compuesto por diez integrantes, Dawn, conocido anteriormente como E'Dawn, dejó el grupo y la compañía el 14 de noviembre de 2018, ya que estaba sosteniendo una relación amorosa con la cantante Hyuna, y además quería centrarse en su carrera en solitario. Fueron presentados a través del programa de supervivencia de Mnet, Pentagon Maker. El grupo lanzó su EP debut Gorilla el 10 de octubre de 2016.
El 9 de octubre, la agencia Cube Entertainment  a la que pertenecían anunció oficialmente que los contratos de Yeo One, Yan An, Yuto, Kino y Wooseok del grupo de K-pop con la agencia expiraron y los miembros decidieron no renovar el contrato aunque Hui, Jinho y Shinwon siguen en la misma, se pensaa que Hongseokse quedaria en la empresa también, pero un tiempo después anunció que dejaría la empresa igual que los primeros integrantes. Los miembros de Pentagon expresaron que estarían dejando la empresa pero no el grupo, por lo cual Pentagon sigue siendo un grupo de nueve integrantes aunque los miembros se encuentren en distintas empresas una de ellas creada por Kino.

## Nombre
El nombre del grupo significa la forma de un pentágono que contiene el significado de convertirse en un grupo perfecto al completar los cinco elementos que un ídolo debe tener: voz/rap, baile, trabajo en equipo, talento y mente.

## Historia

### Predebut
En 2010, Hui fue aprendiz de JYP Entertainment después de ganar el primer lugar en la categoría de mejor voz masculina en la ronda final de la 7.ª Audición de JYP. También compitió en la primera temporada de Chinese Idol, pero no logró pasar. Kino era miembro de un grupo de baile llamado Urban Boyz. En diciembre de 2013, Hui, E'Dawn, Yeo One y Kino participaron en una presentación especial de KBS Song Festival. En febrero de 2014, E'Dawn y Kino bailaron en el primer concierto de Jirayu Tangsrisuk, James Ji Monkey King Fan Meeting. Jinho debutó bajo el nombre artístico de Jihno como miembro de SM the Ballad. Hongseok participó en el programa de supervivencia Mix and Match de Mnet y YG Entertainment. Sin embargo, no pudo convertirse en miembro del grupo ganador, iKON. Él y Jinho se unieron a Cube en 2015. Yan An y Yuto pasaron la audición «Cube Star World» en el extranjero y se convirtieron en aprendices de Cube en 2014. En febrero de 2015, Jinho y Hui participaron en un grupo de proyecto vocal Seorin-dong Children y lanzaron un remake de Lee Won-jin y Ryu, «For All the New Lovers» (1994).
El 31 de diciembre de 2015, Cube Entertainment reveló que debutarían su tercer grupo de chicos, después de Beast y BtoB, llamado Pentagon.

### 2016: Debut e ingreso al mercado japonés
El 26 de abril de 2016, Cube Entertainment presentó a Pentagon con el tráiler, «Come into the World». Las redes sociales del grupo se crearon el mismo día.
El grupo participó en el programa de Mnet, Pentagon Maker, que se transmitió en línea a través de M2.